# Xã Turtle Lake, Quận McLean, Bắc Dakota
Xã Turtle Lake (tiếng Anh: Turtle Lake Township) là một xã thuộc quận McLean, tiểu bang Bắc Dakota, Hoa Kỳ. Năm 2010, dân số của xã này là 43 người.